# 41ª Mostra internazionale d'arte cinematografica di Venezia
La 41ª edizione della Mostra internazionale d'arte cinematografica di Venezia si svolse a Venezia, Italia, dal 27 agosto al 7 settembre 1984, sotto la direzione di Gian Luigi Rondi.
Alle opere in concorso furono affiancate altre rassegne: Venezia Genti, documentari provenienti da paesi "emergenti", Venezia TV, opere destinate principalmente al mezzo televisivo, Venezia Notte, anteprime di film di grande richiamo spettacolare, Venezia De Sica, film di registi italiani esordienti, Settimana internazionale della critica, dedicata a film segnalati da critici di tutto il mondo, Venezia Ieri, retrospettiva dedicata a Luis Buñuel. 
Non venne assegnato alcun Leone d'oro alla carriera. L'evento di questa edizione fu la presentazione, fuori concorso, di Heimat, serie di film diretta da Edgar Reitz in 11 episodi per un totale di quasi 16 ore di proiezione. 
Tra le anteprime notturne fuori concorso, grande affluenza di pubblico fu registrata per La storia infinita, per Indiana Jones e il tempio maledetto e per la riproposta di Metropolis in versione ricolorata con colonna sonora rock, realizzata dal musicista Giorgio Moroder.

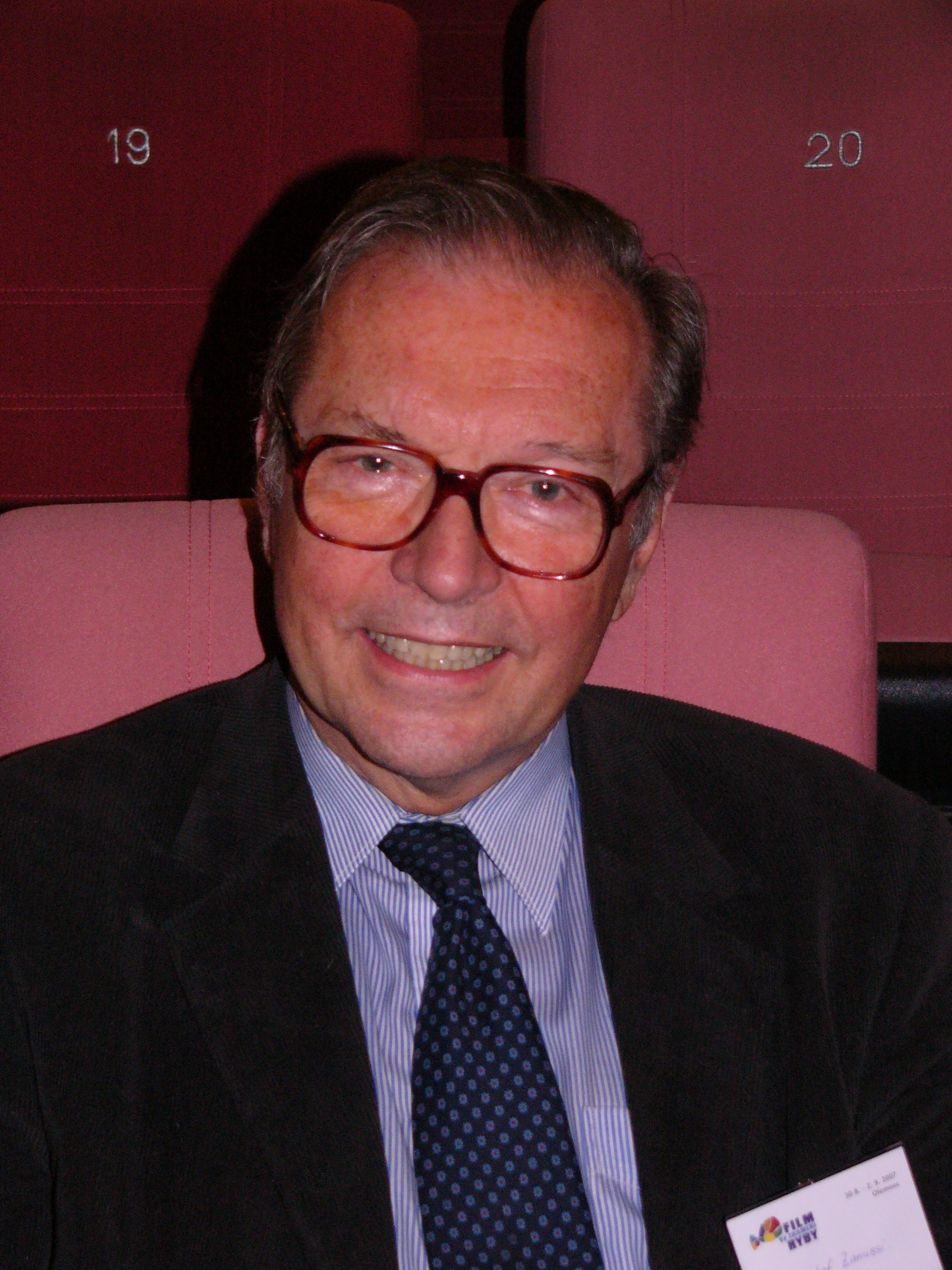
Krzysztof Zanussi, vincitore del Leone d'Oro per il miglior film

## Giuria e Premi
La giuria era così composta:
- Michelangelo Antonioni (presidente, Italia), Rafael Alberti (Spagna), Balthus (Francia), Evgenij Evtušenko (Unione Sovietica), Günter Grass (Germania Ovest), Joris Ivens (Paesi Bassi), Isaac Bashevis Singer, Erica Jong (Stati Uniti d'America), Erland Josephson (Svezia), Paolo e Vittorio Taviani, Goffredo Petrassi (Italia).

Curiosamente, in questa giuria figurano due premi Nobel per la letteratura: Isaac B. Singer era stato premiato nel 1978, e Günter Grass avrebbe ottenuto il riconoscimento nel 1999.
I principali premi distribuiti furono:
- Leone d'oro: L'anno del sole quieto (Rok spokojnego słońca) di Krzysztof Zanussi
- Leone d'argento: I favoriti della luna (Le favoris de la lune) di Otar Iosseliani
- Coppa Volpi al miglior attore: Naseeruddin Shah per Pār
- Coppa Volpi alla miglior attrice: Pascale Ogier per Le notti della luna piena (Le nuits de la pleine lune).

## Film in concorso
- L'amore in pezzi (L'Amour par terre), regia di Jacques Rivette (Francia)
- L'Amour à mort, regia di Alain Resnais (Francia)
- Angelan sota, regia di Eija-Elina Bergholm (Finlandia)
- Angyali üdvözlet, regia di András Jeles (Ungheria)
- L'anno del sole quieto (Rok spokojnego słońca), regia di Krzysztof Zanussi (Polonia, Germania Ovest)
- Bereg, regia di Aleksandr Alov e Vladimir Naumov (Unione Sovietica)
- Claretta, regia di Pasquale Squitieri (Italia)
- Dàqiáo xiàmiàn, regia di Chen Bai (Cina)
- Dionysos, regia di Jean Rouch (Francia)
- I favoriti della luna (Le Favoris de la lune), regia di Otar Ioseliani (Francia)
- Il futuro è donna, regia di Marco Ferreri (Italia, Germania Ovest, Francia)
- Greystoke - La leggenda di Tarzan, il signore delle scimmie (Greystoke: The Legend of Tarzan, Lord of the Apes), regia di Hugh Hudson (Regno Unito)
- Maria's Lovers, regia di Andrej Končalovskij (Stati Uniti d'America)
- La neve nel bicchiere, regia di Florestano Vancini (Italia)
- Noi tre, regia di Pupi Avati (Italia)
- Ninguém duas vezes, regia di Jorge Silva Melo (Portogallo)
- Le notti della luna piena (Le Nuits de la pleine lune), regia di Éric Rohmer (Francia)
- Pār, regia di Goutom Ghos (India)
- Sangandaan, regia di Mike De Leon (Filippine)
- Uno scandalo perbene, regia di Pasquale Festa Campanile (Italia)
- Sonatine, regia di Micheline Lanctôt (Canada)
- Der Spiegel, regia di Erden Kiral (Germania Ovest)
- Tukuma, regia di Palle Kjaerulff-Schmidt (Danimarca)
- Ybris, regia di Gavino Ledda (Italia)
- Los zancos, regia di Carlos Saura (Spagna)

## Film fuori concorso
| - Noi tre, regia di Pupi Avati - Cuore, regia di Luigi Comencini - Detskij Sad (t.l. Giardino d'infanzia), regia di Evgenij Evtušenko - C'era una volta in America, regia di Sergio Leone - Heimat, regia di Edgar Reitz - Ciao amico, regia di Claude Berri - Tensão no Rio, regia di Gustavo Dahl - Strade di fuoco, regia di Walter Hill - Metropolis, regia di Fritz Lang - Viva la vita, regia di Claude Lelouch - La storia infinita, regia di Wolfgang Petersen - Dagobert, regia di Dino Risi - Indiana Jones e il tempio maledetto, regia di Steven Spielberg - O pokojniku sve najlepše (t.l. Tutto il meglio per il defunto), regia di Predrag Antonijevic - Meachorei Hasoragim (t.l. Oltre le sbarre), regia di Uri Barbash - Wildrose (t.l. Rosa selvatica), regia di John Hanson - Unerreichbare Nähe (t.l. Affinità irraggiungibili), regia di Dagmar Hirtz - Strikebound (t.l. Chiuso per sciopero), regia di Richard Lowenstein - Jukkai no mosukito (t.l. La zanzara al decimo piano), regia di Yoichi Tosada - A csoda vége (t.l. Fine del miracolo), regia di János Vészi | - L'inceneritore, regia di Pier Francesco - Pianoforte, regia di Francesca Comencini - Una notte di pioggia, regia di Romeo Costantini - Spiaccichiccicaticelo, regia di Leone Creti - Il mistero del Morca, regia di Marco Mattolini - In punta di piedi, regia di Giampiero Mele - Ladies & Gentlemen, regia di Tonino Pulci - Chewingum, regia di Biagio Proietti - Pirata! (cult movie), regia di Paolo Ricagno - Il ragazzo di Ebalus, regia di Giuseppe Schito - Chi mi aiuta?..., regia di Valerio Zecca - Ko Zwe Zo, regia di Joseph Akuissonne - Certificat d'indigence, regia di Moussa Yoro Bathily - Caméra d'Afrique, regia di Fedir Boughedir - Transes, regia di Ahmed El Maanouni - Samba da Creação do Mundo, regia di Vera de Figureido - Caractères chinois, regia di Antoine Fournier - Amour rue de Lappe, regia di Denis Gheerbant - Bouziane el Kalai, regia di Belkacem Hadjadj - Solitaire à micro ouvert, regia di Julius Amédé Laou - Prélude pour un théâtre des dieux, regia di Jacques Oger e Milena Salvini |